# Косіно (Польща)
Косіно (пол. Kosino) — село в Польщі, у гміні Радзаново Плоцького повіту Мазовецького воєводства.
Населення — 331 особа (2011).
У 1975-1998 роках село належало до Плоцького воєводства.

## Демографія
Демографічна структура станом на 31 березня 2011 року:
|          | Загалом | Допрацездатний вік | Працездатний вік | Постпрацездатний вік |
| -------- | ------- | ------------------ | ---------------- | -------------------- |
| Чоловіки | 150     | 28                 | 94               | 28                   |
| Жінки    | 181     | 34                 | 95               | 52                   |
| Разом    | 331     | 62                 | 189              | 80                   |